# Jirisan (serie de televisión)
Jirisan (en hangul, 지리산; en hanja, 智異山; romanización revisada, Jirisan), es una serie de televisión surcoreana transmitida del 23 de octubre del 2021 hasta el 12 de diciembre de 2021, a través de tvN. La serie está disponible en iQIYI en todo el mundo para su transmisión.

## Sinopsis
Los guardabosques trabajan para salvar a la gente en el parque nacional de la Montaña Jiri.
Ambientada en el imponente Monte Jiri, la serie sigue a un grupo de guardabosques y otros empleados del parque nacional Jirisan quienes empiezan una misión para rescatar a un grupo de excursionistas y sobrevivientes perdidos escalando las ocultas regiones de la montaña.
Existe un misterio que rodea las regiones misteriosas e inexploradas del Monte Jiri y sus numerosos visitantes (los que van a matar y los que van a acabar con sus vidas), por lo que el equipo debe desentrañarlos antes de poder lograr su objetivo
Dentro del grupo se encuentran, Kang Hyun-jo, un guardabosques novato y excapitán del ejército, que tiene un secreto que no puede contarle a nadie y su compañera Seo Yi-kang, la mejor guardabosques del parque y conoce todo sobre la zona incluido dónde escalar la montaña.
Junto a los otros guardabosques inician un viaje para salvar a las personas que se pierden en el parque.

## Reparto

### Personajes principales
- Joo Ji-hoon como Kang Hyun-jo, un guardabosques novato del parque nacional y el compañero de Yi-kang. Es un graduado de la academia militar y un exteniente con rango de capitán, después de experimentar un horrible incidente en el Monte Jiri, decide convertirse en guardabosques. Guarda un profundo secreto que sólo le confía a Yi-kang. Años atrás, luego del asesinato de su amigo, el sargento Hyun-soo en las montañas, su habilidad de ver a personas morir ahí comenzó, por lo que está decidido a encontrar al responsable de esos crímenes. Después de su accidente, su alma se queda en la montaña y se conecta con Yi-kang para ayudarla a atrapar al asesino responsable de varios crímenes en la montaña.[13][14][15]
- Jeon Ji-hyun como Seo Yi-kang, la mejor guardabosques del parque, tiene una vasta experiencia en la navegación de los senderos de las montañas del parque nacional del Monte Jiri, lo que la capacita para rastrear a las personas perdidas. Sus padres murieron en la inundación del valle de Dowon, mientras iba a trabajar, por lo que se siente culpable por haberlos abandonado.[16] Más tarde se convierte en la compañera y confidente de Kang Hyun-jo. Después del accidente de Hyun-jo, logra conectarse con su espíritu, quien la guía para encontrar al criminal responsable de varias muertes en la montaña.[17][18][19]
  - Kim Do-yeon como Yi-kang de joven (Ep. 3-4, 6).[20]
  - Kang Ji-woo como Yi-kang de pequeña (Ep. 2, 12)

### Personajes secundarios

#### Sucursal de Haedong / Refugio Bidam
- Sung Dong-il como Jo Dae-jin, el sencillo, honesto y comprometido jefe de la sucursal de Haedong en el parque nacional Mount Jiri. Ha sido guardabosques la mitad de su vida, por lo que es conocido como "Mount Jiri Man". Es una persona comprometida con su trabajo y asume la responsabilidad de sus guardabosques y su bienestar. Fue el último en hablar con Lee Da-won antes de que fuera asesinada, por lo que algunos creen que él es el responsable, aunque comienzan a darse cuenta de que el verdadero asesino pudo haberlo incriminado.[21][22]
  - Song Jin-woo como Dae-jin de adulto joven (Ep. 10-12).
- Oh Jung-se como Jung Goo-young, un guardabosques extremadamente práctico y realista, que cree que la clave para salvar a otros es salvarse a sí mismo primero. Es una persona que utiliza todos sus días de vacaciones y sale del trabajo puntualmente. Hace bien su trabajo y desaparece inmediatamente después de ser despedido.[23]
- Jo Han-chul como Park Il-hae, el líder del equipo de guardabosques.[24]
- Joo Min-kyung como Lee Yang-sun, una guardabosques y la prima de Lee Se-wook, quien intenta matarla dándole un yogur envenenado.[25][26]
- Go Min-si como Lee Da-won, una guardabosques novata, quien cree completamente en Seo Yi-kang, mientras va a ayudarla a encontrar al responsable de los crímenes en la montaña, es asesinada después de que el criminal la empujara desde una cresta rocosa, lo que deja destrozada a Yi-kang a quien culpan por haberla enviado sola a la montaña (Ep. 1-9).
- Kim Tae-hoon un guardabosques del refugio Bidam (Ep. 3, 6, 14-15).
- Ha Nam-woo un guardabosques del refugio Bidam (Ep. 15).
- Ahn Jung-hun un guardabosques del refugio Bidam (Ep. 15).

#### Oficina de Jeonbuk
- Lee Ga-sub como Kim-sol, un voluntario del parque nacional. En 1991 sus padres fueron asesinados por el misterioso criminal de la montaña.
  - Jung Shi-yool como Kim-sol de pequeño (Ep. 10, 14-16).
- Joo Jin-mo como Kim Kye-hee.
  - Kim Sang-bo como Kye-hee de adulto joven (Ep. 10, 12).
- Kim Gook-hee como Yoon Soo-jin, una doctora.[27]

#### Villa de Haedong
- Jeon Seok-ho como Kim Woong-soon, un oficial de la policía.
  - Im Tae-poong como Woong-soon de pequeño (Ep. 14).
- Kim Young-ok como Lee Moon-ok, la abuela de Seo Yi-kang, así como la dueña de un restaurante en el pueblo.
- Han Dong-ho como Park Soon-kyung, un joven agente de la policía.

### Otros personajes
- Yoon Ji-on como Lee Se-wook, el primo de Lee Yang-sun. Más tarde se revela que él, junto al verdadero asesino son los responsables de la serie de asesinatos y crímenes ocurridos en la montaña, incluso el intento de asesinato de Sae-wook. Gracias a las visiones de Kang Hyun-jo, este descubre su verdadera identidad y lo confronta, quien se asusta al darse cuenta de que ha sido descubierto. Más tarde su cuerpo es encontrado en las montañas, luego de ser asesinado.[28]
- Choi Jung-hoo como Yeom Seung-hun (Ep. 1).
- Won Mi-won coo la abuela de Yeom Seung-hun (Ep. 1).
- Jang Eui-don como un bombero del 119 (Ep. 1, 8).
- Kim Min-ho como Kim Ki-chang (Ep. 2).
- Park Young-bok como Hong Sang-gyu (Ep. 2).
- Seo Hye-won como Hong Young-mi (Ep. 2).
- Lee Sung-il como un comprador (Ep. 2).
- Chae Yoon-hee como una senderista (Ep. 2).
- Song Chang-gyu como un senderista (Ep. 2).
- Seo Eun-seo como una de las amigas de Hee-won (Ep. 2).
- Heo Na-kyung como una de las amigas de Hee-won (Ep. 2).
- Jang Young-hyun como un ranger (Ep. 2, 4).
- Noh Young-joo como un ranger (Ep. 2, 5).
- Bae Sung-il como un senderista (Ep. 3).
- Choi Gyo-shik como un senderista (Ep. 3).
- Yoon Jong-goo como un senderista (Ep. 3).
- Kim Deok-ju como una chamán (Ep. 3).
- Park Ye-rin como una pequeña chamán (Ep. 3).
- Yoon Boo-jin como la dueña del restaurante (Ep. 3).
- Hwang Jung-yoon como la madre de Lee Geum-ri (Ep. 3).
- Na Chul como un sargento (Ep. 3).
- Baek Seung-chul como un recolector de hierbas (Ep. 3-4, 8, 11, 14).
- Jung Dong-hoon como Kim Hyeon-soo, un sargento (Ep. 3, 16).
- Kim Jong-ho como un ejecutivo del parque nacional (Ep. 4).
- Park Jung-min como un ejecutivo del parque nacional (Ep. 4).
- Min Moo-je como Choi Il-man (Ep. 4).
  - No Sang-bo como Il-man de joven (Ep. 11, 14-16).
- Lee Chae-kyung como la esposa de Choi Il-man (Ep. 4-5, 7-8, 13).
- Choi Go como el hijo de Choi Il-man (Ep. 4, 7-8).
- Ahn Se-bin como la hija de Choi Il-man (Ep. 4, 7-8).
- Go Do-yeon como la hija de Choi Il-man (Ep. 4, 7-8).
- Kim Gi-cheon como Lee Jae-geun, el abuelo de Lee Yang-sun (Ep. 4-5, 14-15).
- Shin Dong-hoon como un doctor (Ep. 5).
- Kim Han-sang como un senderista (Ep. 5).
- Gong Sung-ha como Jung Soo-min (Ep. 6).
- Goo Sung-hwan como un detective (Ep. 6).
- Jung Dong-geun como un detective (Ep. 6).
- Lee Dong-kyu como un presentador de la TVC (Ep. 6).
- Won Chun-gyu como el dueño del restaurante (Ep. 6).
- Kim Oh-bok como un presentador del festival (Ep. 7).
- Kim Jin-ok como una recolectora de hierbas (Ep. 7).
- Seo Suk-gyu como un personal del centro de control (Ep. 7).
- Im Su-hyung como Hwang Joo-ho (Ep. 7, 9-10, 14-16).
- Kim Yun-seul como una niña bailando (Ep. 8).
- Jang Ho-joon como un estudiante en el viaje de campo (Ep. 9).
- Lee Dong-hyun como un estudiante en el viaje de campo (Ep. 9).
- Kim Si-hyun como un excursionista fingiendo una lesión (Ep. 9).
- Yun Jong-seok como Tae-joo (Ep. 9-10).
- Kim Sung-yong como un visitante del templo (Ep. 10).
- Kim Joo-ah como una empleada del restaurante (Ep. 10).
- Lee Hun-joo como la esposa de Park Il-hae (Ep. 10).
- Kim Kyu-baek como un residente de Black Bridge Village (Ep. 10, 14).
- Choo Kwi-jung como la madre de Lee Yang-sun (Ep. 10, 15).
- Park Kwi-soon como un monje (Ep. 10, 15).
- Jo Wan-ki como Kim Jae-gyeong (Ep. 10, 14-16).
- Kim Won-seok como un oficial de la policía (Ep. 11).
- Yang Jin-seon como una senderista informando del descubrimiento de un cuerpo (Ep. 11).
- Shin Moon-sung como un senderista (Ep. 11-12).
- Kim Kyung Min como Seo Young-jin, el padre de Seo Yi-kang (Ep. 11-12).
- Kim Bi-bi como Yoon Soo-mi, la madre de Seo Yi-kang (Ep. 11-12).
- Nam Min-woo como un estudiante universitario (Ep. 11-12).
- Kim Yeon-hee como una estudiante universitaria (Ep. 11-12).
- Gu Ja-geon como un estudiante universitario (Ep. 11-12).
- Kim Bum-suk como Kim Jin-deok de adulto joven (Ep. 11, 14-16).
- Park Joon-sang como un agente de seguros (Ep. 12).
- Ji Sung-geun como un residente de la aldea de Haedong (Ep. 13).
- Lee Dong-wook como un residente de la aldea de Haedong (Ep. 14).
- Yoo Yong como un guardabosques de la estación Mujin (Ep. 14).
- Jo Hyun-im como una vecina de Heo Jin-ok (Ep. 14-15).
- Yoon Sang-hwa como un ex residente de Black Bridge Village (Ep. 14-15).
- Oh Jin-seok como Lee Pil-seok, el padre de Lee Se-wook (Ep. 14-15).
- Park Bin como Kim Seong-guk, el padre de Kim Woong-soon (Ep. 14-15).
- Kim Jung-hoon como Hwang Gil-yong de adulto joven (Ep. 14-15).
  - Oh Il-young como Gil-yong (Ep. 15).
- Park Jin-young como la madre de Kim Hyeon-soo (Ep. 14, 16).
- Oh Ki-hwan como un detective (Ep. 16).
- Byun Gun-woo como un doctor (Ep. 16).
- Moon Ha-yeon como Jo Sae-nyeok (Ep. 16).
- Pyo Dong-jun.
- Oh Yun-gun.
- Oh Se-hyun.

### Apariciones especiales
- Ryu Seung-ryong como el narrador del museo (Ep. 1).
- Um Hyo-sup como Yang Geun-tak (Ep. 2, 4, 9, 11-12, 15).
  - Kim Jeong-woo como Geun-tak de adulto joven (Ep. 10, 14, 16).
- Park Hwan-hee como Hee-won, una escaladora que visita el parque nacional Jirisan (Ep. 2, 5, 12, 16).
- Ye Soo-jung como Lee Geum-ri (Ep. 3, 10, 14, 16).
  - Lee Hyo-bi como Geum-ri de joven (Ep. 3).
- Son Seok-koo como Lim Chul-kyung, un antiguo conocido de Kang Hyun-jo, en el pasado ambos se gustaban, sin embargo nunca encontraron el tiempo correcto para revelar sus sentimientos. En la actualidad Chul-kyung está casado. (Ep. 4, 6).
  - Choi Hyun-wook como Chul-kyung de joven (Ep. 6).
- Kim Jung-young como Heo Jin-ok (Ep. 9-10, 13-14).
  - Lee Tae-kyung como Jin-ok de joven (Ep. 14-16).
- Ji Seung-hyun como Kim Nam-shik, un ranger (Ep. 11-12, 14).
- Lee Sun-bin como Kang Seung-ah, la hermana menor de Kang Hyun-jo (Ep. 15-16).
- Kim Kap-soo como el padre de Kang Hyun-jo (Ep. 15-16).
- Nam Ki-ae como la madre de Kang Hyun-jo (Ep. 15-16).

## Episodios
La serie conformada por dieciséis episodios fue transmitida a través de la tvN del 23 de octubre al 12 de diciembre de 2021, todos los sábados y domingos a las 21:00 Huso horario de Corea (KST).

### Índice de audiencia
Los números en color rojo indican las calificaciones más bajas, mientras que los números en azul indican las calificaciones más altas.
| Episodio | Fecha de emisión        | Participación promedio de audiencia | Participación promedio de audiencia |
| Episodio | Fecha de emisión        | Nacional                            | Seúl                                |
| -------- | ----------------------- | ----------------------------------- | ----------------------------------- |
| 1        | 23 de octubre de 2021   | 9.097 % (1.ª)                       | 9.671 % (1.ª)                       |
| 2        | 24 de octubre de 2021   | 10.663 % (1.ª)                      | 12.226 % (1.ª)                      |
| 3        | 30 de octubre de 2021   | 7.850 % (1.ª)                       | 8.141 % (1.ª)                       |
| 4        | 31 de octubre de 2021   | 9.384 % (1.ª)                       | 10.348 % (1.ª)                      |
| 5        | 6 de noviembre de 2021  | 7.966 % (1.ª)                       | 8.055 % (1.ª)                       |
| 6        | 7 de noviembre de 2021  | 8.922 % (1.ª)                       | 9.507 % (1.ª)                       |
| 7        | 13 de noviembre de 2021 | 7.870 % (1.ª)                       | 8.476 % (1.ª)                       |
| 8        | 14 de noviembre de 2021 | 7.908 % (1.ª)                       | 9.076 % (1.ª)                       |
| 9        | 20 de noviembre de 2021 | 7.762 % (1.ª)                       | 8.467 % (1.ª)                       |
| 10       | 21 de noviembre de 2021 | 8.261 % (1.ª)                       | 9.054 % (1.ª)                       |
| 11       | 27 de noviembre de 2021 | 7.562 % (1.ª)                       | 8.009 % (1.ª)                       |
| 12       | 28 de noviembre de 2021 | 8.105 % (1.ª)                       | 8.656 % (1.ª)                       |
| 13       | 4 de diciembre de 2021  | 7.741 % (1.ª)                       | 8.978 % (1.ª)                       |
| 14       | 5 de diciembre de 2021  | 8.212 % (1.ª)                       | 8.626 % (1.ª)                       |
| 15       | 11 de diciembre de 2021 | 7.636 % (1.ª)                       | 8.243 % (1.ª)                       |
| 16       | 12 de diciembre de 2021 | 9.225 % (1.ª)                       | 10.114 % (1.ª)                      |
| Promedio | Promedio                | 8.385 %                             | 9.103 %                             |

## Banda sonora
El OST de la serie está conformado por las siguientes canciones, las cuales son distribuida por Dreamus:

### Parte 1
| No. | Intérprete | Canción           | Letra       | Música              | Duración |
| --- | ---------- | ----------------- | ----------- | ------------------- | -------- |
| 1   | Kim Feel   | "Destiny" (Inst.) | Lee Jun-hwa | Gaemi y Lee Jun-hwa | 3:37     |
| 2   |            | "Destiny"         | -           | Gaemi y Lee Jun-hwa | 3:37     |

### Parte 2
| No. | Intérprete | Canción            | Letra               | Música              | Duración |
| --- | ---------- | ------------------ | ------------------- | ------------------- | -------- |
| 1   | Gaho       | "Memories"         | Gaemi y Lee Jun-hwa | Gaemi y Lee Jun-hwa | 3:26     |
| 2   |            | "Memories" (Inst.) | -                   | Gaemi y Lee Jun-hwa | 3:26     |

### Parte 3
| No. | Intérprete             | Canción                      | Letra         | Música | Duración |
| --- | ---------------------- | ---------------------------- | ------------- | ------ | -------- |
| 1   | Kim Jong-wan (de Nell) | "Falling" (시간의 틈 사이로) | Shim Hyeon-bo | Gaemi  | 4:00     |
| 2   |                        | "Falling" (Inst.)            | -             | Gaemi  | 4:00     |

### Parte 4
A finales de septiembre de 2021, se anunció que el cantante Jin del grupo surcoreano BTS estaría a cargo del interpretar el tema principal de la serie.
| No. | Intérprete   | Canción         | Letra        | Música                      | Duración |
| --- | ------------ | --------------- | ------------ | --------------------------- | -------- |
| 1   | Jin (de BTS) | "Yours"         | Gaemi y JIDA | Gaemi, Kim Sejin y Midnight | 4:24     |
| 2   |              | "Yours" (Inst.) | -            | Gaemi, Kim Sejin y Midnight | 4:25     |

### Parte 5
| No. | Intérprete | Canción               | Letra  | Música                  | Duración |
| --- | ---------- | --------------------- | ------ | ----------------------- | -------- |
| 1   | Lee So-ra  | "In Color" (물들인다) | Gadeul | Gaemi y Park Jeong-hwan | 3:49     |
| 2   |            | "In Color" (Inst.)    | -      | Gaemi y Park Jeong-hwan | 3:49     |

### Parte 6
| No. | Intérprete | Canción        | Letra | Música | Duración |
| --- | ---------- | -------------- | ----- | ------ | -------- |
| 1   | O3ohn      | "Stay"         | JIDA  | Gaemi  | 3:40     |
| 2   |            | "Stay" (Inst.) | -     | Gaemi  | 3:40     |

### Parte 7
| No. | Intérprete           | Canción            | Letra  | Música | Duración |
| --- | -------------------- | ------------------ | ------ | ------ | -------- |
| 1   | Rothy (Kang Joo-hee) | "Our Road"         | Gadeul | Gaemi  | 3:41     |
| 2   |                      | "Our Road" (Inst.) | -      | Gaemi  | 3:41     |

### Parte 8
| No. | Intérprete | Canción                 | Letra | Música | Duración |
| --- | ---------- | ----------------------- | ----- | ------ | -------- |
| 1   | Taeyeon    | "Little Garden"         | -     | -      | -        |
| 2   |            | "Little Garden" (Inst.) | -     | -      | -        |

### Parte 9
| No. | Intérprete | Canción                                | Letra    | Música | Duración |
| --- | ---------- | -------------------------------------- | -------- | ------ | -------- |
| 1   | Paul Kim   | "Always With You" (늘 곁에서 지금처럼) | Paul Kim | Gaemi  | 3:26     |
| 2   |            | "Always With You" (Inst.)              | -        | -      | 3:26     |

### Parte 10
| No. | Intérprete | Canción                    | Letra          | Música | Duración |
| --- | ---------- | -------------------------- | -------------- | ------ | -------- |
| 1   | Jukjae     | "I′m Coming Home"          | Gaemi y Gadeul | Gaemi  | 4:06     |
| 2   |            | ""I′m Coming Home" (Inst.) | -              | -      | 4:06     |

### Parte 11
| No. | Intérprete     | Canción                        | Letra    | Música | Duración |
| --- | -------------- | ------------------------------ | -------- | ------ | -------- |
| 1   | Lee Seung-yeol | "Valley of the Shadow"         | Kim Eana | Gaemi  | 3:38     |
| 2   |                | "Valley of the Shadow" (Inst.) | -        | -      | 3:38     |

### Parte 12
| No. | Intérpretes                | Canción             | Letra | Música       | Duración |
| --- | -------------------------- | ------------------- | ----- | ------------ | -------- |
| 1   | Henry Lau ft. Park Jin-woo | "Harmony of Leaves" | -     | Gaemi y Leto | 3:28     |

## Producción
Fue creada por Kim Ji-hyeon (de la tvN) y desarrollada por Studio Dragon. La dirección está a cargo de Lee Eung-bok el guion por Kim Eun-hee. Mientras que la producción estuvo a cargo de Lee Sang-baek, Park Ho-sik y Kim Young-gyu.
Originalmente se le había ofrecido el papel principal masculino al actor Park Seo-joon, sin embargo la rechazó. Poco después el 4 de septiembre de 2020 se confirmó que el actor Ju Ji-hoon había sido elegido para interpretar a Kang Hyun-jo.
Las fotografía principal comenzó el 18 de septiembre del 2020 en Sannae-myun en Namwon, Jeonbuk. El primer rodaje al aire libre fue realizado el 29 de octubre del mismo año y está programado para completarse en junio de 2021.
La serie es la primera serie de televisión que será filmada en el parque nacional Jirisan en Corea del Sur. La conferencia de prensa en línea fue realizada el 13 de octubre de 2021.
Del 8 de diciembre hasta el 20 de diciembre de 2020, la producción de la serie decidió detenerse temporalmente como medida preventiva debido al aumento de casos de la peligrosa pandemia de COVID-19 en Corea.

### Recepción
A su estreno, la serie logró las calificaciones de estreno más altas de cualquier drama de fin de semana en la historia de la tvN.
El 5 de octubre de 2021, Good Data Corporation compartió su nueva clasificación de los dramas y miembros del elenco que generaron más revuelo durante la semana. Las listas se compilaron a partir del análisis de artículos de noticias, publicaciones de blogs, comunidades en línea, videos y publicaciones en redes sociales sobre los dramas que están actualmente al aire o que saldrán al aire próximamente. Antes de su estreno, la serie obtuvo el puesto número 10 en la lista de dramas, más comentados de la semana.
El 23 de octubre de 2021, Good Data Corporation compartió su nueva clasificación de los dramas y miembros del elenco que generaron más revuelo durante la semana. Las listas se compilaron a partir del análisis de artículos de noticias, publicaciones de blogs, comunidades en línea, videos y publicaciones en redes sociales sobre los dramas que están actualmente al aire o que saldrán al aire próximamente. La serie obtuvo el puesto número 10 en la lista de dramas, más comentados de la semana.
El 30 de octubre de 2021, Good Data Corporation compartió su nueva clasificación de los dramas y miembros del elenco que generaron más revuelo durante la semana. Las listas se compilaron a partir del análisis de artículos de noticias, publicaciones de blogs, comunidades en línea, videos y publicaciones en redes sociales sobre los dramas que están actualmente al aire o que saldrán al aire próximamente. La serie obtuvo el puesto número 1 en la lista de dramas, más comentados de la semana. Mientras que los actores Jun Ji-hyun y Ju Ji-hoon ocuparon los puestos 4 y 8 respectivamente dentro de los diez miembros del elenco más comentados de la semana.
El 2 de noviembre de 2021, Good Data Corporation compartió su nueva clasificación de los dramas y miembros del elenco que generaron más revuelo durante la semana. Las listas se compilaron a partir del análisis de artículos de noticias, publicaciones de blogs, comunidades en línea, videos y publicaciones en redes sociales sobre los dramas que están actualmente al aire o que saldrán al aire próximamente. La serie obtuvo nuevamente el puesto número 1 en la lista de dramas, más comentados de la semana. Mientras que los actores Jun Ji-hyun y Ju Ji-hoon ocuparon los puestos 5 y 10 respectivamente dentro de los diez miembros del elenco más comentados de la semana.
El 10 de noviembre de 2021, Good Data Corporation compartió su nueva clasificación de los dramas y miembros del elenco que generaron más revuelo durante la semana. Las listas se compilaron a partir del análisis de artículos de noticias, publicaciones de blogs, comunidades en línea, videos y publicaciones en redes sociales sobre los dramas que están actualmente al aire o que saldrán al aire próximamente. Antes de su estreno, la serie obtuvo el puesto número 1 en la lista de dramas, más comentados de la semana. Mientras que la actriz Jun Ji-hyun ocupó el puesto número 5 dentro de los diez miembros del elenco más comentados de la semana.
El 16 de noviembre de 2021, Good Data Corporation compartió su nueva clasificación de los dramas y miembros del elenco que generaron más revuelo durante la semana. Las listas se compilaron a partir del análisis de artículos de noticias, publicaciones de blogs, comunidades en línea, videos y publicaciones en redes sociales sobre los dramas que están actualmente al aire o que saldrán al aire próximamente. Antes de su estreno, la serie obtuvo el puesto número 6 en la lista de dramas, más comentados de la semana.
El 23 de noviembre de 2021, Good Data Corporation compartió su nueva clasificación de los dramas y miembros del elenco que generaron más revuelo durante la semana. Las listas se compilaron a partir del análisis de artículos de noticias, publicaciones de blogs, comunidades en línea, videos y publicaciones en redes sociales sobre los dramas que están actualmente al aire o que saldrán al aire próximamente. Antes de su estreno, la serie obtuvo nuevamente el puesto número 6 en la lista de dramas, más comentados de la semana.
El 28 de noviembre de 2021 se anunció que la serie estaba entre los 6 dramas coreanos más vistos de Viki de este mes.
El 30 de noviembre de 2021, Good Data Corporation compartió su nueva clasificación de los dramas y miembros del elenco que generaron más revuelo durante la semana. Las listas se compilaron a partir del análisis de artículos de noticias, publicaciones de blogs, comunidades en línea, videos y publicaciones en redes sociales sobre los dramas que están actualmente al aire o que saldrán al aire próximamente. La serie obtuvo el puesto número 6 en la lista de dramas, más comentados de la semana
El 7 de diciembre de 2021, Good Data Corporation compartió su nueva clasificación de los dramas y miembros del elenco que generaron más revuelo durante la semana. Las listas se compilaron a partir del análisis de artículos de noticias, publicaciones de blogs, comunidades en línea, videos y publicaciones en redes sociales sobre los dramas que están actualmente al aire o que saldrán al aire próximamente. La serie obtuvo el puesto número 7 en la lista de dramas, más comentados de la semana.
El 14 de diciembre de 2021, Good Data Corporation compartió su nueva clasificación de los dramas y miembros del elenco que generaron más revuelo durante la semana. Las listas se compilaron a partir del análisis de artículos de noticias, publicaciones de blogs, comunidades en línea, videos y publicaciones en redes sociales sobre los dramas que están actualmente al aire o que saldrán al aire próximamente. La serie ocupó el puesto número 4 en la lista de dramas, más comentados de la semana.

### Distribución internacional
Internacionalmente la serie será transmitida a través de iQIYI.